# الدوري السويدي الدرجة الثانية 1981
الدوري السويدي الدرجة الثانية 1981 (بالسويدية: Division II i fotboll 1981) هو موسم من الدوري السويدي الدرجة الثانية. فاز فيه نادي إسكيلستونا.